# Trà Toàn
Maha Sajan (Phạn văn: महा साजन, chữ Hán: 槃羅茶全 / Bàn-la Trà-toàn; ? - 1471), là vua cuối cùng của Champa trước khi bị Đại Việt đánh bại và chia nhỏ trong cuộc nam tiến 1471.

## Bắc phạt
Theo Đại Việt sử ký toàn thư của Việt Nam, Trà Toàn vốn là em của quốc vương Trà Duyệt, được Trà Duyệt truyền ngôi. Ngược lại, Minh thực lục của nhà Minh lại chép rằng Trà Toàn là anh Trà Duyệt và Trà Duyệt là người kế tục ông.
Trà Toàn được Đại Việt sử ký toàn thư mô tả là người "hung bạo làm càn, dối thần ngược dân, ngạo mạn kiêu căng".
Mặc dù tình hình trong nước không thuận lợi, người Chiêm Thành cũng mưu chống lại Trà Toàn nhưng ông không lo ổn định trong nước mà còn không chú trọng quan hệ ngoại giao với Đại Việt, bỏ lễ cống, lăng nhục sứ thần do hoàng đế Lê Thánh Tông gửi đến. Sau khi gây hấn ở biên giới, ông sai sứ sang tâu với nhà Minh, nói rằng bị Đại Việt xâm lấn và cầu viện binh trợ giúp.
Tháng 8 âm lịch năm 1470, Trà Toàn thân hành đem hơn 10 vạn quân thủy bộ cùng voi ngựa đánh úp Hóa châu, miền đất biên viễn phía Nam của Đại Việt. Tướng coi Hóa châu là Phạm Văn Hiển chống cự không nổi, phải dồn cả dân vào thành, rồi cho chạy thư cáo cấp. Hoàng đế Lê Thánh Tông bèn huy động 26 vạn quân đi nam chinh.

## Thất trận
Quân Đại Việt ồ ạt vượt qua biên thùy. Ngày 5 tháng 2, Trà Toàn sai em là Thi Nại và 6 viên đại thần đem 5.000 quân và voi, ngầm đến sát dinh Lê Thánh Tông. Ngày mồng 6, Lê Thánh Tông bí mật sai các tướng Lê Hy Cát, Hoàng Nhân Thiêm, Lê Thế, Trịnh Văn Sái đem hơn 500 chiếc thuyền, 3 vạn tinh binh, ban đêm ra cửa Áp và cửa Toạ vượt biển gấp, tiến vào cửa biển Sa Kỳ dựng lũy đắp thành để ngăn chặn lối về của quân Chiêm. Quân Chiêm Thành không biết gì về việc này.
Quân Chiêm bị Nguyễn Đức Trung đánh bại, tan vỡ bỏ chạy. Trà Toàn nghe tin em mình thua trận, sợ hãi, sai người thân tín mang biểu tới xin hàng.
Ngày 28 tháng 2, Lê Thánh Tông tiến quân vây kinh thành Vijaya (Chà Bàn) của Chăm Pa. Trà Toàn hằng ngày đem lễ vật đến xin hàng. Quân Đại Việt vẫn tiếp tục tấn công. Ngày mồng 1 tháng 3, Lê Thánh Tông hạ được thành Chà Bàn, chém hơn 4 vạn quân Chiêm, bắt sống hơn 3 vạn người. Trà Toàn bị cánh quân Thuận Hóa bắt sống. Bác Trà Toàn là Bô Sản Ha Ma cũng bị bắt.
Trà Toàn bị bắt giải đến trước mặt Lê Thánh Tông, không nói được tiếng Việt nên phải đối đáp qua người phiên dịch. Trà Toàn chịu quy hàng, cùng gia đình bị quân Đại Việt bắt về nước. Trên đường đi, đến Nghệ An, ông lo lắng thành bệnh qua đời. Lê Thánh Tông sai chém lấy đầu ông, đốt xác ném xuống sông, còn đầu mang về báo công ở Lam Kinh.

## Người kế tục
Sau thất bại nặng nề này, Chiêm Thành mất độc lập hoàn toàn và trở thành một xứ nội thuộc của Đại Việt. Sử sách Việt Nam và Trung Quốc ghi chép rất khác nhau về người kế tục Trà Toàn.
Minh thực lục chép người đó là Trà Duyệt (Maha Saya). Trà Duyệt trong những năm sau vẫn sai sứ sang triều cống Minh Hiến Tông và được nhà Minh công nhận năm 1472 và sau đó bị quân Đại Việt bắt. Sứ nhà Minh đến phong năm 1475 nhưng không gặp được phải trở về.
Sử sách Việt Nam ghi chép cũng khác nhau. Đại Việt sử ký toàn thư ghi người kế tục Trà Toàn là tướng Bố Trì Trì (Jayavarman Mafoungnan). Việt Nam sử lược ghi người em Trà Toàn kế tục có tên là Trà Toại (Maha Sajai) chứ không phải Trà Duyệt.
Đối với vị vua trước Trà Toàn, Minh thực lục chép tên là Bàn La Duyệt (tức Trà Duyệt), là anh của Trà Toàn, ở ngôi từ 1457-1460. Tên gọi một số nhân vật Đại Việt và Chiêm Thành trong Minh thực lục có những sự sai khác với sử sách Việt Nam.
Lãnh thổ mà vị vua Chiêm tiếp theo cai trị bị thu hẹp rất nhiều so với thời Trà Toàn.

## Gia quyến
- Bác: Maha Bosan
- Anh/em: Maha Saya, Maha Sajai, Maha Sri Banoy
- Vợ:[2]
  - Vợ cả: là con gái vua Chiêm Thành Bí Cai, trước là vợ Trà Duyệt, cùng bị bắt về Đông Kinh.
  - Vợ thứ: là cháu Bí Cai, trước cũng là vợ Trà Duyệt, cũng bị bắt về Đông Kinh.